# Apristurus macrostomus
Apristurus macrostomus е вид хрущялна риба от семейство Scyliorhinidae.

## Разпространение и местообитание
Видът е разпространен в Китай.
Среща се на дълбочина около 913 m.

## Описание
На дължина достигат до 38 cm.